# Дорожково
Доро́жково (рос. Дорожково) — село у складі Кічменгсько-Городецького району Вологодської області, Росія. Входить до складу Кічмензького сільського поселення.

## Населення
Населення — 69 осіб (2010; 75 у 2002).
Національний склад (станом на 2002 рік):
- росіяни — 96 %